# 吉井分屯地
吉井分屯地（よしいぶんとんち、JGSDF Vice-Camp Yosii）は、群馬県高崎市吉井町馬庭2529に所在し、関東補給処吉井弾薬支処等が駐屯する陸上自衛隊新町駐屯地の分屯地である。
分屯地司令は、吉井弾薬支処長が兼務。

## 沿革
日本陸軍
- 1939年（昭和14年）4月：東京第二陸軍造兵廠岩鼻火薬製造所の試験射場として入野射場が開設。

陸上自衛隊新町駐屯地吉井分屯地
- 1955年（昭和30年）
  - 5月14日：新町駐屯地に隷属する分屯地として開設、陸上自衛隊武器補給処高崎弾薬支処が設置[1]。
  - 8月1日：吉井弾薬支処に改称[2]。
- 1965年（昭和40年）3月：弾薬類の試験研究機関として試験室開設。

陸上自衛隊相馬原駐屯地吉井分屯地
- 1991年（平成03年）3月29日：相馬原駐屯地に隷属替え。
- 1998年（平成10年）3月26日：中央補給処の統合・改編により、武器補給処が廃止となり、陸上自衛隊関東補給処が発足、関東補給処吉井弾薬支処となる。

陸上自衛隊新町駐屯地吉井分屯地
- 2003年（平成15年）3月27日：再び新町駐屯地に隷属替え。
- 2010年（平成22年）4月：点検中の79式対舟艇対戦車誘導弾[3]が誤発射される。死傷者は出ず、発射されたミサイルも回収された。
- 2015年（平成27年）4月12日：陸上自衛隊吉井分屯地開設60周年記念行事の開催。

## 駐屯部隊・機関

### 東部方面隊隷下部隊・機関
- 陸上自衛隊関東補給処
  - 吉井弾薬支処
- 東部方面システム通信群
  - 第105基地システム通信大隊
    - 第317基地通信中隊
      - 吉井派遣隊

### 防衛大臣直轄部隊・機関
- 陸上自衛隊補給統制本部
  - 弾薬部
    - 試験室
- 警務隊
  - 東部方面警務隊
    - 第125地区警務隊
      - 吉井連絡班

## 最寄の幹線交通
- 高速道路：上信越自動車道 吉井IC
- 一般道：国道17号、国道254号、群馬県道30号寺尾藤岡線、群馬県道41号神田吉井停車場線、群馬県道・埼玉県道71号高崎神流秩父線、群馬県道200号後賀山名停車場線
- 鉄道：上信電鉄上信線 馬庭駅
- 港湾：
- 飛行場：群馬ヘリポート、高崎ヘリポート（公共用ヘリポート）

## 重要施設
- 中国化薬吉井工場（弾薬・火薬製造工場）（高崎市）
- アイ・エイチ・アイ・エアロスペース富岡事業所（防衛機器・ロケット製造工場）（富岡市）